# Ведущий поясок

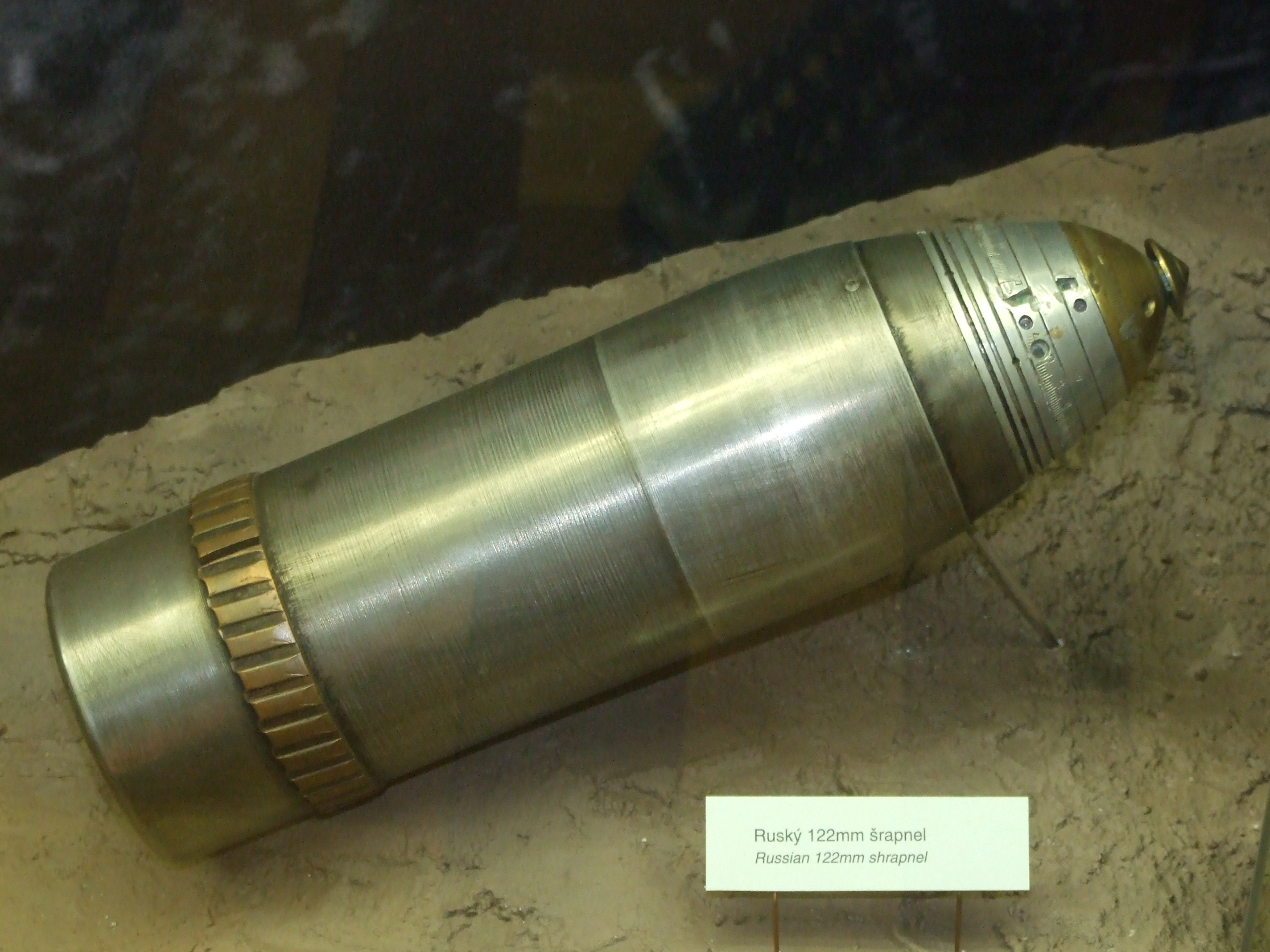
Русский 48-линейный (122-мм) шрапнельный снаряд. выстреленный снаряд с нарезами на ведущей ленте из медного сплава вокруг основания, что указывает на вращение по часовой стрелке. Передняя часть снаряда также выполненена в форме ведущего пояска, но меньшего диаметра и поэтому не врезается в нарезы.

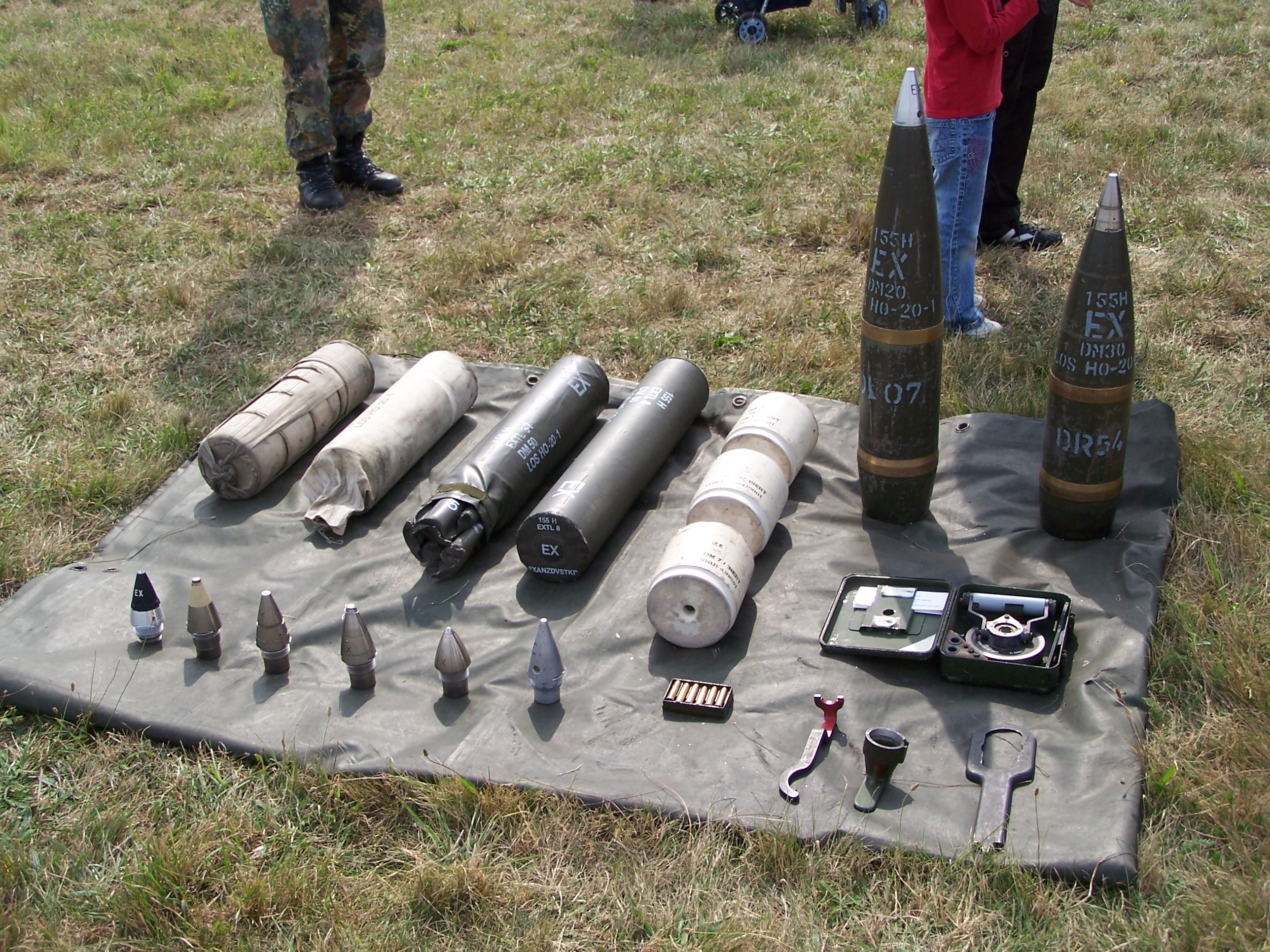
Современные 155-мм артиллерийские боеприпасы — эти снаряды необычны тем, что имеют два ведущих пояскa. Снаряд справа — модифицированный М107.

Ведущий поясок снаряда — кольцо из пластичного материала, запрессованное в паз по окружности цилиндрической части снаряда.
Диаметр кольца немного больше калибра ствола. Его задача — обеспечить угловую скорость для стабилизации снаряда на траектории полета. Изготавливается чаще всего из меди, реже из металлических сплавов на медной основе. Во время выстрела кольцо врезается в нарезы ствола, заставляя снаряд вращаться вокруг своей продольной оси. Это также обтюратор, ограничивающий утечку газов между поверхностью ствола и снарядом. При слишком высоких нагрузках, действующих на ведущее кольцо, может быть нарушено соединение кольца с корпусом снаряда (так называемый разрыв ведущего пояска) и снаряд может потерять стабилизацию. Чтобы предотвратить это явление, некоторые снаряды снабжаются двумя или тремя кольцами. Еще одним решением снижения нагрузки на поясок является уменьшение шага резьбы ствола.

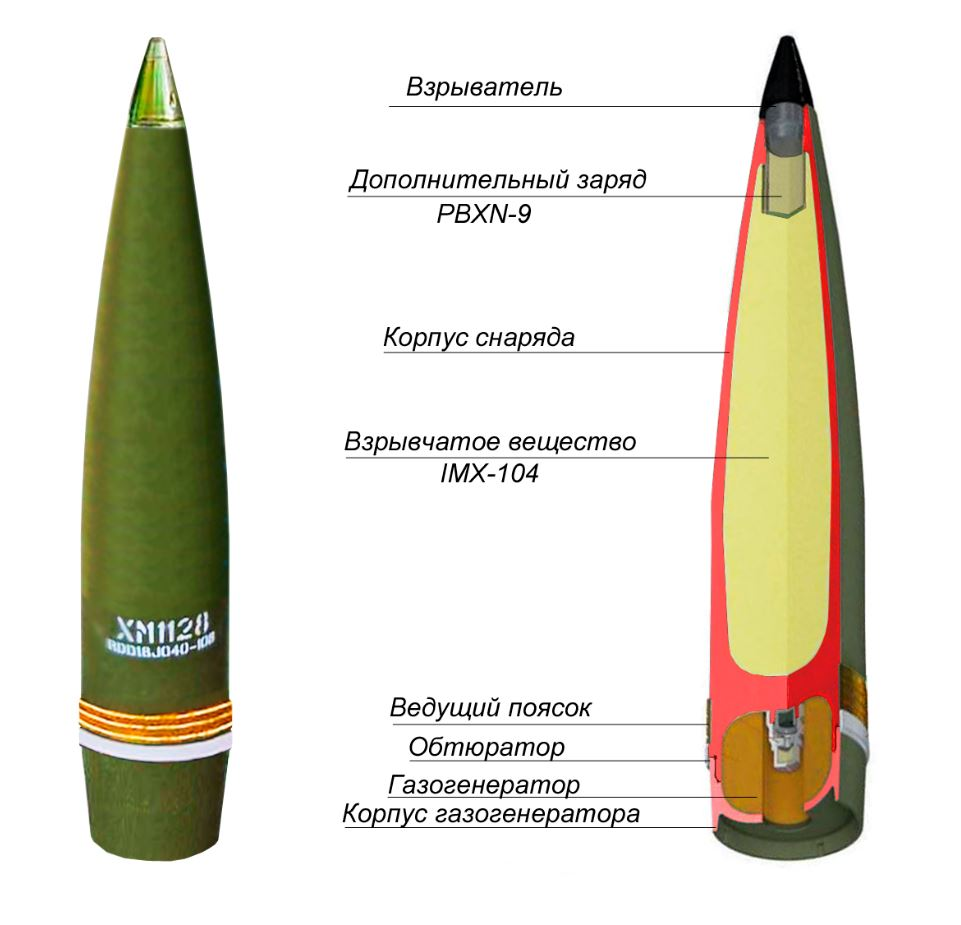
M1128 (артиллерийский снаряд). На хвостовую часть снаряда напрессован сварной ведущий поясок, изготовленный из латуни с содержанием 90 % меди и 10 % цинка. Ширина пояска позволяет вести стрельбу снарядом из орудий со стволом длиной до 52 калибров. За ведущим пояском ближе к донцу снаряда имеется пластиковый обтюратор.